# Route nationale 169
Pour les articles homonymes, voir Route 169.
La route nationale 169 ou RN 169 était une route nationale française reliant Hennebont à Roscoff.
À la suite de la réforme de 1972, elle a été déclassée en RD 769, sauf entre Hennebont et Plouay où elle est devenue RD 769B.

## Ancien tracé de Hennebont à Roscoff

### Ancien tracé de Hennebont à Carhaix-Plouguer

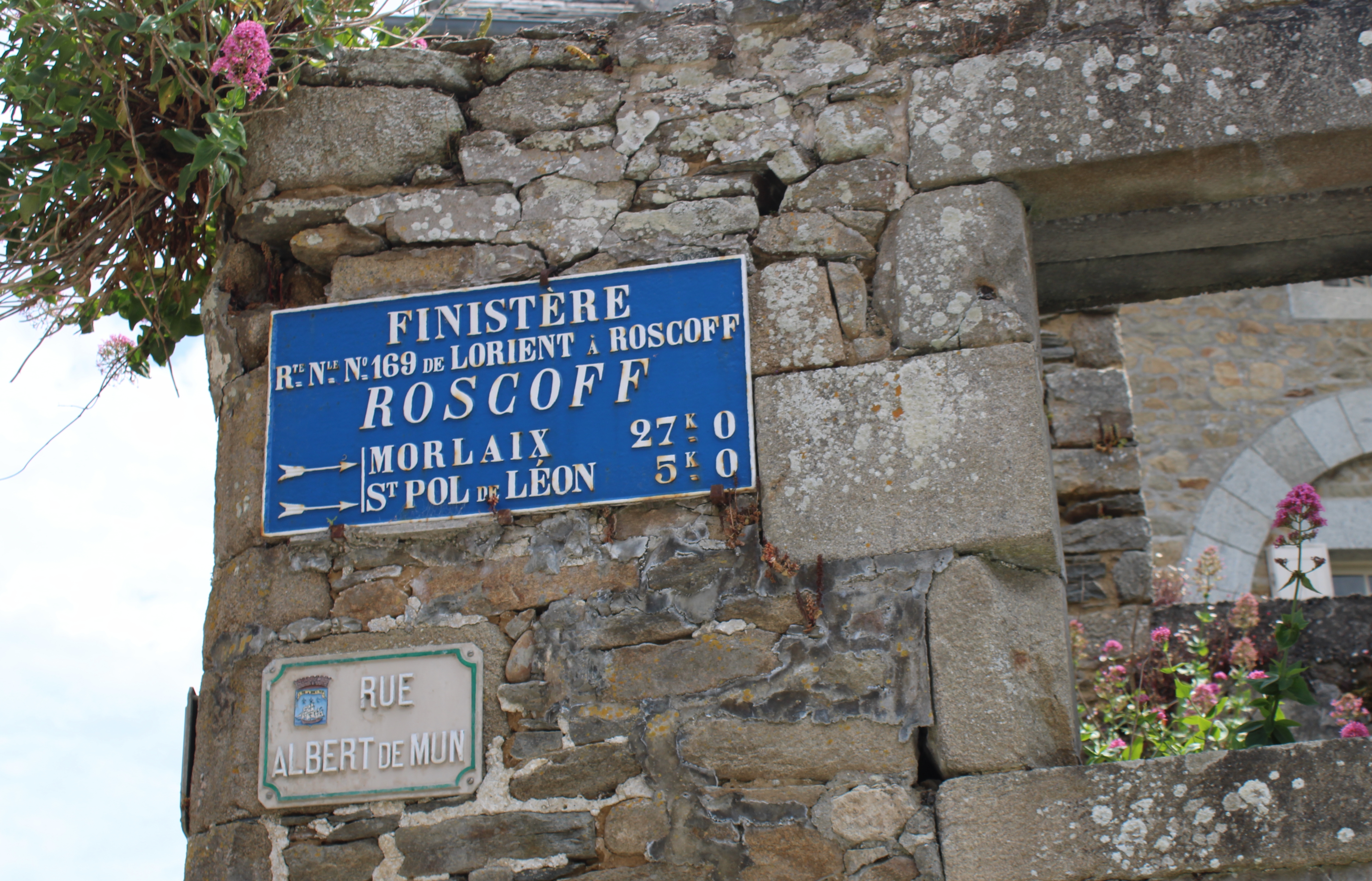
Ancienne plaque directionnelle à Roscoff mentionnant la RN 169 de Lorient à Roscoff.

- Hennebont (km 0)
- Plouay (km 15)
- Le Faouët (km 32)
- Gourin (km 47)
- Carhaix-Plouguer (km 65)

### Ancien tracé entre Carhaix-Plouguer et Roscoff
- Carhaix-Plouguer (km 65), début du Tronc commun avec l'ancienne RN 164 sur 18 kilomètres jusqu'aux environs d’Huelgoat
- Poullaouen (tronçon commun avec l'ancienne RN 164)
- Gare de Locmaria (commune de Locmaria-Plouzané) (tronçon commun avec l'ancienne RN 164)
- Forêt d'Huelgoat, fin du tronçon commun
- Berrien
- Morlaix (km 113)
- Taulé (km 120)
- Penzé (commune de Taulé)
- Saint-Pol-de-Léon (km 135)
- Roscoff (km 141)

## Après le déclassement

### Nouveau tracé de Caudan à Carhaix-Plouguer (sous le nom de D 769)
Depuis son déclassement en voie départementale, le tracé de l'axe est réaménagé et modifié afin d'améliorer la desserte du nord-ouest du Morbihan.
- Carrefour giratoire entre D 769, D 724 et  Échangeur entre N 165 et D 769 (échangeur de Caudan) : Moustoir (commune de Caudan)
- C13 Kergoal : Caudan
- D 26 Saint-Séverin : Hennebont, Pont-Scorff, Quimperlé
- Début de section en 2x2 voies
- C 9 Pont-Kerrousse : Cléguer
- D 113/D 769BIS Saint-Quio : Cléguer, Calan, Inzinzac-Lochrist + Fin de section à 2x2 voies
- section de dépassement de 300 m dans le sens Roscoff-Caudan au sud de Plouay
- D 2 Restavy : Plouay, Quimperlé
- Carrefour giratoire entre D 769 et D 769BIS (Plouay) : Manerio (commune de Plouay)
- Poulhibet (commune de Berne), pont sur le Scorff
- D6 Le Clandy : Arzano, Meslan
- D 782 (de et vers Roscoff) : Guéméné-sur-Scorff, Pontivy + section de dépassement de 500 m dans le sens Roscoff-Caudan
- Pont sur l'Ellé
- Pont-Min (commune du Faouët)
- Carrefour giratoire entre D 769 et D 790 (Le Faouët, Rostrenen, Langonnet, Plouray) : Restalgon (commune du Faouët)
- Le Hellès, commune du Faouët
- Boudiry, commune du Saint
- section de dépassement de 500 m dans le sens Roscoff-Caudan au sud de Gourin
- D 1 Crann Pipidic : Gourin, Plouray, Pontivy
- D 1 Guerneac'h : Quimper, Gourin, Scaër
- Aire de repos Gourin-Conveau (sens  Roscoff-Morlaix)
- Limite des départements du Morbihan et du Finistère
- Gare de Motreff et Moulin Neuf (commune de Motreff)
- Section en 2x2 voies sur 1 km
- Port de Carhaix (commune de Carhaix-Plouguer)
- Carrefour giratoire entre D 769,  Échangeur entre N 164 et D 769 et D 264 (Carhaix-Plouguer, Morlaix) : Kerdwal (commune de Carhaix-Plouguer), début du tronçon commun avec la D 264
- Carrefour giratoire entre D 769 et D 48 (Kergloff, Huelgoat, Morlaix, Roscoff) : Pont du Roy, commune de Carhaix-Plouguer
- Carhaix-Plouguer